# Гарольд Майнер
Гарольд Девід Майнер (англ. Harold David Miner, нар. 5 травня 1971, Інґлвуд, Каліфорнія, США) — американський професіональний баскетболіст, що грав на позиціях легкого форварда і атакувального захисника за декілька команд НБА.

## Ігрова кар'єра
На університетському рівні грав за команду Університету Південної Каліфорнії (1989–1992). Визнавався найкращим баскетболістом року конференції Pac-10. 
1992 року був обраний у першому раунді драфту НБА під загальним 12-м номером командою «Маямі Гіт». Професійну кар'єру розпочав 1992 року виступами за тих же «Маямі Гіт», захищав кольори команди з Маямі протягом наступних 3 сезонів. 1993 та 1995 року ставав переможцем конкурсу слем-данків.
Другою і останньою ж командою в кар'єрі гравця стала «Клівленд Кавальєрс», до складу якої він приєднався 1995 року і за яку відіграв один сезон. 
Після «Клівленда» намагався влаштуватися у «Торонто», проте не підійшов команді. Після цього вирішив завершити ігрову кар'єру. Згодом він згадував, що це рішення було мотивоване частими травмами коліна.